# Berbice (fleuve)
Le Berbice (/bɛʁ.bis/) est un fleuve sud-américain qui parcourt le Guyana dans un axe sud-nord et se déverse dans l'océan Atlantique.

## Géographie
Long de 595 km, il parcourt surtout un épais manteau de forêts tropicales avant de se déverser sur les plaines côtières de la mer du pays.
Sur sa rive orientale, la ville la plus importante est New Amsterdam, située à quelques kilomètres en amont de la bouche du fleuve. L'estuaire est obstrué par des bas-fonds à l'endroit où la rivière Canje, principal tributaire du Berbice, rejoint le fleuve.

## Histoire
Les Néerlandais furent les premiers à fonder une colonie (Berbice) le long de ce cours d'eau. Le Fort Nassau fut érigé par la Compagnie néerlandaise des Indes occidentales en 1627.